# Biotar

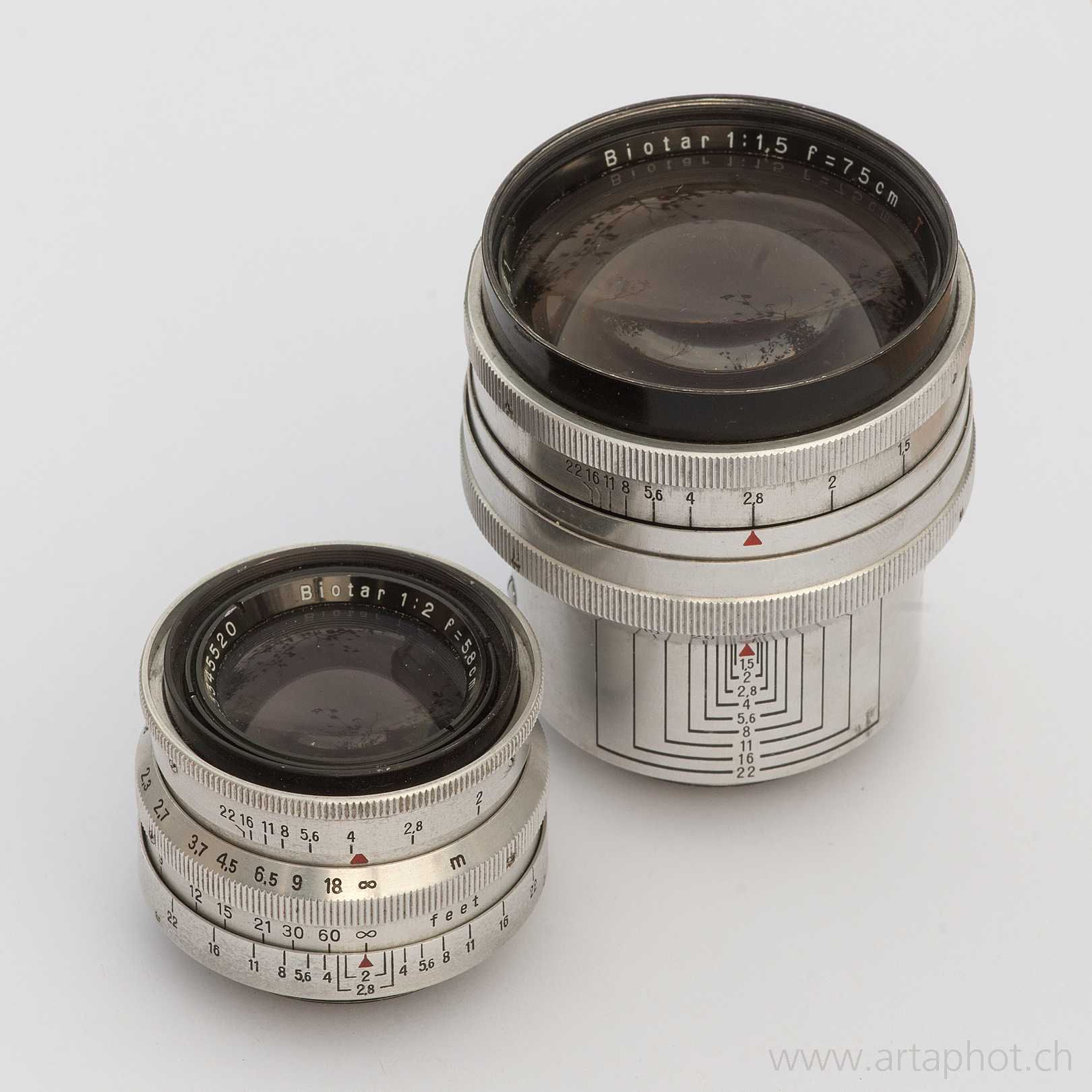
Carl Zeiss Jena Biotar 5,8 cm 1:2 und Biotar 7,5 cm 1:1,5 mit M42-Gewinde

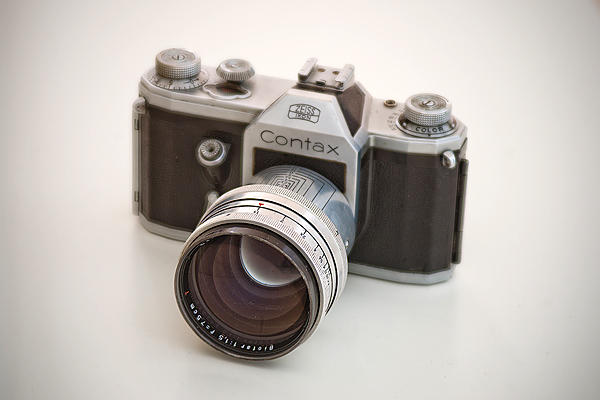
Carl Zeiss Jena Biotar 7,5 cm 1:1,5 an einer mit Zubehörschuh modifizierten Contax D

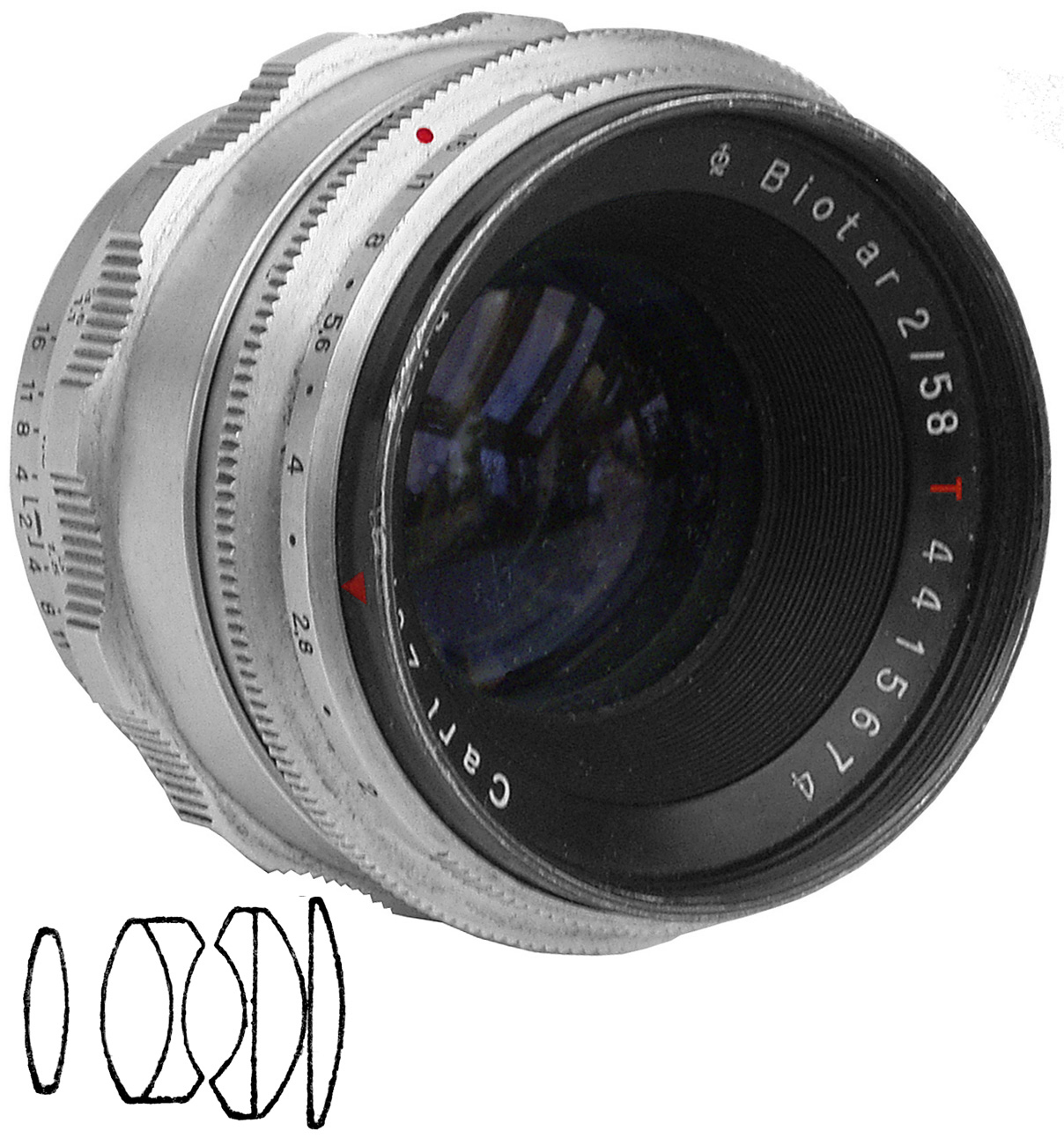
Biotar 1:2/58 mm für Kleinbildkameras

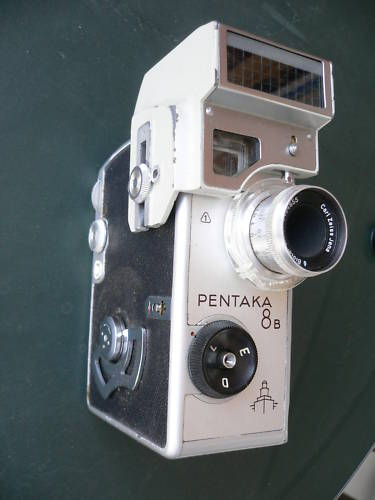
Biotar 1:2/12,5 mm an einer Pentaka-8-mm-Kamera

Das Biotar ist ein sechslinsiges Objektiv für Film- und Fotokameras. Seine Grundkonstruktion folgt dem Gaussschen Doppelobjektiv. Biotar-Konstruktionen erreichten schon in den 1920er Jahren eine hohe Lichtstärke.
Das erste Biotar errechnete der Zeiss-Konstrukteur Willi Merté 1927, Einsatzzweck war der Kinofilm. Genau wie beim Planar werden beim Biotar die vier Linsen des gaußschen Doppelobjektivs auf jeder Seite um eine weitere äußere Linse erweitert. Die inneren zwei Linsenpaare sind wie beim Planar verkittet. Dem 1925 von Albrecht Wilhelm Tronnier für Schneider-Kreuznach entwickelten Xenon-Objektiv folgte Merté dabei in der Einführung einer wichtigen Asymmetrie: Die feldseitige (vordere) dreiteilige Linsengruppe wurde insgesamt größer ausgeführt als die Gruppe hinter der Blende. Die ersten Schritte in dieser Richtung war Horace Williams Lee der Taylor-Hobson Company gegangen.
In den 1930er Jahren rechnete Merté weitere Biotar-Optiken, darunter für Kleinbild das 1:2/40 mm, das populäre 1:2/58 mm und das 1:1,5/75 mm sowie für Mittelformat das 1:2/80 mm und das 1:2/100. Vermutlich für militärische Zwecke wurde das extrem lichtstarke 1.4/140 mm sowie ein 1:2/250 mm entwickelt.
Das Biotar wurde von Zeiss jahrzehntelang angeboten, oft mit einer beachtlichen Anfangslichtstärke von 1:2 bei einer Brennweite von 58 mm. Die Berechnung für Kleinbild-Spiegelreflexkameras stammte von 1936 und wurde später in millionenfacher Ausführung als "Helios 44 2,0/58" in der Sowjetunion nachgebaut. Gelegentlich wurden Varianten mit höheren Lichtstärken hergestellt. Beispiele sind das Biotar 1:1,5/75 mm von 1938, das  Biotar 1:1,4/25 mm für 16-mm-Filmkameras und um 1930 ein Biotar 1:1,4/50 mm für 35-mm-Filmkameras.
Es wurden auch Konstruktionen als Biotar bezeichnet, die nicht dem hier beschriebenen Grundaufbau folgen. Willi Merté entwarf etwa ein extrem lichtstarkes R-Biotar 1:0,85 für Röntgenkameras. Solche Spezialobjektive wurden zur fotografischen Fixierung des nur schwach fluoreszierenden Bildschirm-Bildes der damaligen Röntgengeräte benutzt. Das R-Biotar folgt im Aufbau einem Petzvalobjektiv.

## Nachweise
1. 1 2  artaphot.ch: Zeiss Planar und Biotar - FS143_History_ZeissPlanarBiotar_150dpi.pdf, Zugriff am 11. Februar 2015